# Station Santok
Station Santok is een spoorwegstation in de Poolse plaats Santok.